# Donji Ribnik
Donji Ribnik är ett samhälle i Bosnien och Hercegovina.   Det ligger i entiteten Republika Srpska, i den västra delen av landet, 140 km nordväst om huvudstaden Sarajevo. Donji Ribnik ligger 330 meter över havet och antalet invånare är 435.
Terrängen runt Donji Ribnik är kuperad åt nordväst, men åt sydost är den bergig. Donji Ribnik ligger nere i en dal som går i nord-sydlig riktning.Närmaste större samhälle är Ključ, 8,0 km norr om Donji Ribnik. 
Omgivningarna runt Donji Ribnik är en mosaik av jordbruksmark och naturlig växtlighet. Runt Donji Ribnik är det ganska tätbefolkat, med 67 invånare per kvadratkilometer.